# ال‌کی‌کیو
ال‌کی‌کیو (انگلیسی: LKQ) شرکت قطعات خودرو آمریکایی است، که در سال ۱۹۹۸ تأسیس شد.